# Блок 23
Блок 23 је један од новобеоградских блокова на Новом Београду део месне заједнице Газела.
Окружен је блоковима 19, 19а, 22, 24, 25, 42 и 43. Окружује га улица Антифашистичке борбе на западу, Булевар Арсенија Чарнојевића на северу, Милентија Поповића на истоку и Булевар Милутина Миланковића на југу.
Блок има две велике зграде од 12 спратова, „Петицу“ и „Шестицу“, две мале зграде од 5 спратова и четири солитера. У блоку се налазе четири тениска терена „ТК Газела“, Основна школа „Лаза Костић“ и два вртића, Пчелица и Лептир. Основну школу похађа преко 900 ученика. У блоку се налази неколико пекара и пар супермаркета, као и доста мањих продавница.

## Градски превоз
До блока се градским превозом може стићи аутобусима и трамвајима
- линија 95 Блок 45 - Борча.[4]
- линија 67 Зелени венац - Блок 70а.[5]
- линија 18 Медаковић - Земун).[6]
- линија 601 Сурчин - Железничка станица Београд–главна.[7]
- линија 60 Нови Београд - Зелени венац.[8]
- линија 74 Бежанијска коса - Миријево.[9]
- линија 7 Блок 45 - Устаничка улица,Вождовац[10]
- линија 9 Блок 45 - Бањица[11]
- линија 11 Блок 45 - Калемегдан,Доњи град[12]
- линија 13 Блок 45 - Баново Брдо .[13]
- Кроз блок пролази и ноћна линија 7н Блок 45 - Устаничка улица,Вождовац.[14]

## Галерија
- Стамбено пословни објекат
- Милутина Миланковића, 32 и 28
- Милутина Миланковића, 36–62
- бисте седам секретара СКОЈ-а у школи „Лаза Костић”
- ОШ „Лаза Костић”
- вртић «Лептирић»
- вртић «Пчелица»